# Euxoa kaolicussa
Euxoa kaolicussa är en fjärilsart som beskrevs av Felix Bryk 1948. Euxoa kaolicussa ingår i släktet Euxoa och familjen nattflyn. Inga underarter finns listade i Catalogue of Life.